# Sul lago Tahoe
Sul lago Tahoe (Lake Tahoe) è un film del 2008 diretto da Fernando Eimbcke.

## Trama
Un adolescente che ha avuto un incidente con l'auto di famiglia cerca in tutti i modi di trovare un nuovo pezzo di motore per ripararla. Questi avvenimenti si uniscono al dolore suo e della sua famiglia per la recente morte del padre.

## Riconoscimenti
- Premio Ariel 2009
  - Miglior film